# ارکیده‌های ریشو
ارکیده‌های ریشو (نام علمی: Calochilus) نام یک سرده از تبار درازگوشان است.